# メジャー郡 (オクラホマ州)
メジャー郡 (英: Major County) はアメリカ合衆国オクラホマ州に位置する郡である。2000年現在、人口は7,545人である。ここの郡庁所在地はフェアビューである。

## 地理
アメリカ合衆国統計局によると、この郡は総面積2,481 km2 (958 mi2) である。このうち2,478 km2 (957 mi2) が陸地で3 km2 (1 mi2) が水面である。総面積の0.12%が水面となっている。

### 隣接する郡
- ウッズ郡 (北西)
- アルファルファ郡 (北東)
- ガーフィールド郡 (東)
- キングフィッシャー郡 (南東)
- ブレイン郡(Blaine County) (南)
- デューイ郡(Dewey County) (南西)
- ウッドワード郡 (西)

## 人口動勢

2000年国勢調査に基づくメジャー郡の人口ピラミッド

2000年現在の国勢調査で、この郡は人口7,545人、3,046世帯、及び2,208家族が暮らしている。人口密度は3/km2 (8/mi2) である。1/km2 (4/mi2) の平均的な密度に3,540軒の住宅が建っている。この郡の人種的な構成は白人94.96%、アフリカン・アメリカン0.19%、先住民0.90%、アジア0.09%、太平洋諸島系0.01%、その他の人種2.40%、及び混血1.44%である。ここの人口の4.02%はヒスパニックまたはラテン系である。
この郡内の住民は24.70%が18歳未満の未成年、18歳以上24歳以下が6.70%、25歳以上44歳以下が24.40%、45歳以上64歳以下が24.90%、及び65歳以上が19.40%にわたっている。中央値年齢は42歳である。女性100人ごとに対して男性は95.40人である。18歳以上の女性100人ごとに対して男性は91.50人である。
この郡内の世帯ごとの平均的な収入は30,949米ドルであり、家族ごとの平均的な収入は36,888米ドルである。男性は28,078米ドルに対して女性は17,658米ドルの平均的な収入がある。この郡の一人当たりの収入 (per capita income) は17,272米ドルである。人口の12.00%及び家族の9.30%は貧困線以下である。全人口のうち18歳未満の15.10%及び65歳以上の9.30%は貧困線以下の生活を送っている。

## 都市及び町
- Ames
- Cleo Springs
- フェアビュー
- メノ
- リングウッド

## 国家歴史登録財
メジャー郡内の以下の遺跡はアメリカ合衆国国家歴史登録財の名簿に記載されている：
- メジャー郡庁舎、フェアビュー